# Заранд (Арад)
Заранд (рум. Zărand, мађ. Zaránd) насеље је у Румунији у округу Арад у општини Заранд. Oпштина се налази на надморској висини од 101 m.

## Историја
Током средњег века, за време угарске власти, Заранд је био значајно место, по коме је назив добила стара Зарандска жупанија. Под османску власт је потпао у 16. веку, а под хабзбуршку крајем 17. века. Потом је у 18. веку укључен у састав суседне Арадске жупаније, а након Првог светског рата припао је Краљевини Румунији.

## Становништво
Према подацима из 2002. године у насељу је живело 2674 становника.

### Попис2002.
| Расподела становништва по националности 2002.‍ | Расподела становништва по националности 2002.‍ | Расподела становништва по националности 2002.‍ | Расподела становништва по националности 2002.‍ | Расподела становништва по националности 2002.‍ |
| --------------------------------------------- | --------------------------------------------- | --------------------------------------------- | --------------------------------------------- | --------------------------------------------- |
|                                               |                                               |                                               |                                               |                                               |
| Румуни                                        | Румуни                                        |                                               | 2.432                                         | 90,9%                                         |
| Мађари                                        | Мађари                                        |                                               | 6                                             | 0,2%                                          |
| Роми                                          | Роми                                          |                                               | 226                                           | 8,5%                                          |
| Украјинци                                     | Украјинци                                     |                                               | 6                                             | 0,2%                                          |
| Словаци                                       | Словаци                                       |                                               | 4                                             | 0,1%                                          |

### Хронологија
| Година       | 1992 | 1993 | 1994 | 1995 | 1996 | 1997 | 1998 | 1999 | 2000 | 2001 | 2002 | 2003 | 2004 | 2005 | 2006 | 2007 | 2008 | 2009 | 2010 | 2011 | 2012 | 2013 | 2014 | 2015 | 2016 | 2017 |
| ------------ | ---- | ---- | ---- | ---- | ---- | ---- | ---- | ---- | ---- | ---- | ---- | ---- | ---- | ---- | ---- | ---- | ---- | ---- | ---- | ---- | ---- | ---- | ---- | ---- | ---- | ---- |
| Становништво | 2902 | 2862 | 2815 | 2761 | 2707 | 2674 | 2676 | 2678 | 2673 | 2684 | 2685 | 2672 | 2666 | 2674 | 2665 | 2672 | 2725 | 2708 | 2693 | 2688 | 2724 | 2723 | 2725 | 2750 | 2760 | 2765 |